# DarkOrbit
DarkOrbit – gra przeglądarkowa z gatunku MMO wydana przez niemiecką firmę Bigpoint Games 10 grudnia 2006 roku. Gracz wciela się w niej w pilota statku kosmicznego i rywalizuje z innymi graczami. Celem jest zdobycie jak najlepszej pozycji w rankingach gry, a możliwy jest on do osiągnięcia poprzez wydobywanie surowców, niszczenie statków Obcych oraz wykonywanie misji przynoszących zysk w postaci wirtualnej waluty. 
Pomimo niepochlebnych recenzji gra zyskała dużą popularność. W 2011 roku podano, że w grze zarejestrowano ponad 65 mln kont.

## Rozgrywka
Gra rozpoczyna się na matczynej mapie w strefie ochronnej. Na początku rozgrywki gracz otrzymuje do dyspozycji odrzutowiec gwiezdny „Liberator”, wyposażony w laser, osłonę i robota naprawiającego małe zniszczenia. W miarę postępu w grze gracz otrzymuje dostęp do coraz lepszego wyposażenia, potężniejszych statków, zdobywa surowce, niszczy statki obcych. Dzięki temu awansuje na kolejne poziomy doświadczenia i otrzymuje dostęp do nowych misji i map. Dostępne są też mapy bitewne, na których gracze mogą rozgrywać pojedynki PVP.